# アスティ
アスティ（イタリア語: Asti ( 音声ファイル)）は、イタリア共和国ピエモンテ州にある都市で、その周辺地域を含む人口約7万5000人の基礎自治体（コムーネ）。アスティ県の県都である。
ターナロ川河畔に位置する、モンフェッラート地方の中心都市である。この地方はワイン生産が盛んであり、この街の名を冠した「アスティ」も知られる。

## 地理

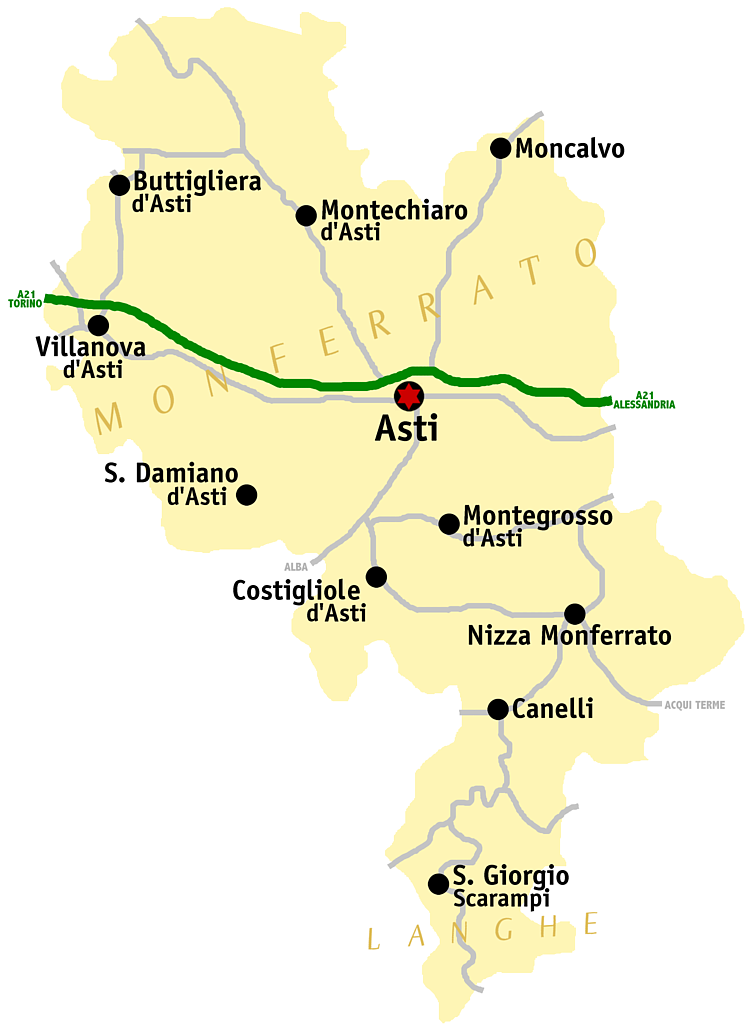
アスティ県概略図

### 位置・広がり
アスティ県の中部にある。アスティの市街は、アレッサンドリアの西約32km、州都トリノの南東45km、ジェノヴァの北西約80km、ミラノの南西約99kmに位置する。

#### 隣接コムーネ
隣接するコムーネは以下の通り。
- アッツァーノ・ダスティ
- バルディキエーリ・ダスティ
- カッリアーノ・モンフェッラート
- カスタニョーレ・モンフェッラート
- カステッラルフェーロ
- カステッロ・ディ・アンノーネ
- チェッレ・エノモンド
- キウザーノ・ダスティ
- チナーリオ
- コッソンブラート
- イーゾラ・ダスティ
- モナーレ
- モンガルディーノ
- ポルタコマーロ
- レフランコーレ
- レヴィリアスコ・ダスティ
- ロッカ・ダラッツォ
- サン・ダミアーノ・ダスティ
- セッティメ
- ティリオーレ
- ヴィリアーノ・ダスティ

#### 地震分類
イタリアの地震リスク階級 (it) では、4 に分類される。

## 社会

### 経済・産業

#### 特産品
アスティ県を含むモンフェッラート一帯は古くからワイン生産で知られる（アスティのワイン参照）。街の名前を冠するワイン「アスティ」（アスティ・スプマンテとも言う）は、アスティを中心にして生産されている。

## 行政

### 行政区画
アスティには、以下の分離集落（フラツィオーネ）がある。
- Beccati, Bramairate, Bricco Fassio, Bricco Roasio, Ca' dei Coppi, Caniglie, Canova, Casabianca, Castiglione, Migliandolo, Mombarone, Mongardino Stazione, Montegrosso Cinaglio, Montemarzo, Palucco, Poggio d'Asti, Portacomaro Stazione, Quarto Inferiore, Quarto Superiore, Revignano, Rioscone, San Grato di Sessant, San Marzanotto, San Marzanotto Piana, Santo Spirito, San Vito - Poggio, Serravalle, Sessant, Torrazzo, Trincere, Vaglierano, Vaglierano Basso, Valenzani, Valfea, Valgera, Valleandona, Valle Tanaro, Valmaggiore, Valmairone, Valmanera, Valterza, Variglie, Valbella, Viatosto

## 姉妹都市
- ヴァランス（フランス）
- Biberach an der Riß（ドイツ）
- Ma'alot-Tarshiha（イスラエル）

## 人物

### 著名な出身者
- ヴィットーリオ・アルフィエーリ - 18-19世紀の劇作家
- カルロ・アルベルト・カスティリャーノ（カスチリアノ） - 19世紀の数学者・物理学者
- ウンベルト・カーニ（英語版） - 19-20世紀の海軍軍人、北極探検家
- パオロ・コンテ（英語版） - ピアニスト、シンガーソングライター
- ジョヴァンニ・ゴリーア - 政治家、イタリア共和国首相
- ジョルジョ・ファレッティ（英語版） - 俳優、小説家
- マッテオ・パーロ - 元サッカー選手